# Little Mix: The Search
Little Mix: The Search —en español: Little Mix: La búsqueda— es un reality de televisión británico que estrenó el 26 de septiembre de 2020 en BBC One. La serie fue ideada por el grupo femenino británico Little Mix, y el acto ganador de la serie se unirá a ellas en su próxima gira. La banda ganadora fue el grupo vocal e instrumental Since September.

## Antecedentes
La idea de Little Mix: The Search se anunció en octubre de 2019, cuando se abrieron las solicitudes para el programa. Se confirmó que Leigh-Anne Pinnock, Jade Thirlwall, Perrie Edwards y Jesy Nelson actuarían como jueces. Las solicitudes se cerraron el 10 de enero de 2020, y el rodaje comenzó más tarde ese mes. En marzo de 2020, se anunció que el comediante Chris Ramsey presentaría The Search.
La premisa de The Search es que el grupo británico Little Mix forme una nueva banda, y el acto ganador de la primera serie habría apoyado al grupo en su gira de verano titulada "Summer 2020 Tour", que fue cancelada debido a la pandemia de COVID-19. La misma fue anunciada en octubre, y contaba con 21 fechas. La serie estaba programada para comenzar a transmitirse en BBC One en abril de 2020, pero debido a la pandemia, la fecha de transmisión se pospuso. Cuando se le preguntó sobre el efecto de la pandemia en The Search, Edwards dijo: "Se acerca la parte de los shows en vivo, obviamente no sabemos cuándo, pero todo lo demás antes de los shows en vivo que ya hemos filmado. Así que todo está listo, básicamente, solo estamos esperando que termine la cuarentena". El 20 de julio de 2020, se anunció que se estrenaría en la segunda mitad del año, luego se confirmó que sería el 26 de septiembre de 2020.
El primer tráiler fue compartido en las redes sociales del reality el 29 de agosto de 2020 mostrando por primera vez algunos participantes. En septiembre de 2020 se informó que se realizaría un seguimiento de los participantes del programa.
El 30 de septiembre de 2020 se hicieron disponibles los boletos para las grabaciones en vivo que se llevaran a cabo en el teatro Troubadour Wembley Park. Debido a la Pandemia de COVID-19 se comunicó que los que atiendan serán sentados en grupos de cuatro a cinco personas, todos deben pertenecer a un mismo grupo familiar, con una edad permitida hasta los 14 años, los menores de 18 años deben estar acompañados por un adulto.

## Reseña
Roisin O'Connor del periódico The Independent dio 4 de 5 estrellas al programa mencionando que posee "un enfoque más amable para los concursos de talentos de televisión" agregando "justo cuando pensabas que se había dado el último clavo en el ataúd del concurso de canto, llega Little Mix con The Search". Finalmente reseñó que "Little Mix tiene claro desde el principio que busca talento real. Si bien cada episodio involucra una mezcla de habilidades para el canto, el programa nunca se siente cruel por mostrarlas. La comedia proviene del propio grupo, que a menudo se presenta como mujeres sueltas más jóvenes y más inteligentes. Coquetean, hacen bromas y se exaltan en lugar de adoptar la actitud distante de Cowell y sus jueces de X Factor. También ofrecen comentarios adecuados sobre cada actuación, en lugar de trivialidades o críticas vagas".
Michael Hogan del periódico The Daily Telegraph dio 3 de 5 estrellas a The Search asegurando "Esta nueva serie tiene sus defectos, pero se siente animada y contemporánea. Un soplo de aire fresco en un género moribundo. A los fanáticos de Little Mix y a los jóvenes probablemente les encantará. Todos los demás se sentirán terriblemente viejos". Rebecca Nicholson del diario The Guardian comenzó comentando: "Ha pasado mucho tiempo desde que pasé los fines de semana absorto en un programa de talentos de televisión, pero no hay mucho más que hacer un sábado por la noche en este momento, que es la forma en que comencé a ver Little Mix: The Search y me convertí en una gran fan en el espacio de aproximadamente una hora y un poco", agregando "solo hizo falta echar un vistazo a The Search para ver que estaba diseñado para levantar el ánimo en lugar de aplastar los sueños" y finalizó comentando que "fue fascinante ver un panel de mujeres juzgando a los hombres jóvenes por sus talentos, lo que se sintió como una nueva dinámica de poder para este tipo de cosas".

## Recepción
El primer y segundo episodio registraron 2.34 millones y 2.09 millones de espectadores respectivamente. El tercer y cuarto episodio contó con 2.20 y 1.92 millones de espectadores, respectivamente, dichos números no incluyen las reproducciones realizadas en la aplicación BBCiPlayer. El quinto y sexto episodio vieron un leve descenso registrando 1.96 y 1.64 millones de espectadores. El séptimo episodio, batallas de las bandas, registró 2.27 millones de espectadores.

## Audiciones
Las primeras audiciones en búsqueda de talento comenzaron en noviembre de 2019 y cerraron el 10 de enero de 2020, tanto de solistas como de grupos y para todo participante con más de 16 años, residentes en Reino Unido e Irlanda. La misma fueron realizadas tanto presencialmente como por el sitio web de BBC.
El 6 de noviembre se realizó una audición en Brighouse, el 7 de noviembre se realizaron en Mánchester, el 13 de noviembre en Brighton y el 14 de noviembre se realizaron en Dublín, Irlanda. El 18 de noviembre se llevaron a cabo audiciones en Edinburgh, el 20 de noviembre en Newcastle y el 21 de noviembre en Teesside, el 29 de noviembre en Preston y al día siguiente en Warrington.

## Episodios
Leyenda

### Episodio 1:Boy bands
El primer episodio se estrenó el 26 de septiembre de 2020. Diez participantes pasaron al salón de las bandas y por ende a la siguiente fase, en la cual se realizaron los ensayos para la presentación en vivo frente a una multitud de personas. Mitchell, Tyrese y Kevin no pasaron a la presentación en vivo. Los 7 participantes que avanzaron interpretaron «Finesse», finalmente se anunció los integrantes finales de la banda, Tate y Elliot no formaron parte de la formación final.
| Orden | Artista       | Elecciones de jueces y concursantes | Elecciones de jueces y concursantes | Elecciones de jueces y concursantes | Elecciones de jueces y concursantes |
| Orden | Artista       | Jade                                | Jesy                                | Leigh Anne                          | Perrie                              |
| ----- | ------------- | ----------------------------------- | ----------------------------------- | ----------------------------------- | ----------------------------------- |
| 1     | Adam Harrison |                                     |                                     |                                     |                                     |
| 2     | Lee Collinson |                                     |                                     |                                     |                                     |
| 3     | Kaci Brookz   |                                     |                                     |                                     |                                     |
| 4     | Jacob         |                                     |                                     |                                     |                                     |
| 5     | Santino       |                                     |                                     |                                     |                                     |
| 6     | Mason         |                                     |                                     |                                     |                                     |
| 7     | Elliot        |                                     |                                     |                                     |                                     |
| 8     | Talis         |                                     |                                     |                                     |                                     |
| 9     | Mitchell      |                                     |                                     |                                     |                                     |
| 10    | Daniel        |                                     |                                     |                                     |                                     |
| 11    | Kevin         |                                     |                                     |                                     |                                     |
| 12    | Adam          |                                     |                                     |                                     |                                     |
| 13    | Tyrese        |                                     |                                     |                                     |                                     |
| 14    | Tate          |                                     |                                     |                                     |                                     |
| 15    | Zeekay        |                                     |                                     |                                     |                                     |

### Episodio 2: Grupo mixto
El segundo episodio se estrenó el 27 de septiembre de 2020. Nueve participantes pasaron al salón de las bandas y a los ensayos para el concierto en vivo, Beauty y Janethan no avanzaron a la siguiente fase en vivo. Los 7 participantes restantes interpretaron «Cake by the Ocean». El grupo final está formado por Melina, Rosie, Jordan y Liam, dejando fuera de la formación a Arun, Billie y Louie.
| Orden | Artista               | Elecciones de jueces y concursantes | Elecciones de jueces y concursantes | Elecciones de jueces y concursantes | Elecciones de jueces y concursantes |
| Orden | Artista               | Jade                                | Jesy                                | Leigh Anne                          | Perrie                              |
| ----- | --------------------- | ----------------------------------- | ----------------------------------- | ----------------------------------- | ----------------------------------- |
| 1     | Rosie Mac             |                                     |                                     |                                     |                                     |
| 2     | Beauty                |                                     |                                     |                                     |                                     |
| 3     | Jordan Smithy         |                                     |                                     |                                     |                                     |
| 4     | Promise               |                                     |                                     |                                     |                                     |
| 5     | Kitty                 |                                     |                                     |                                     |                                     |
| 6     | Miya                  |                                     |                                     |                                     |                                     |
| 7     | Arun                  |                                     |                                     |                                     |                                     |
| 8     | Billie y Louie Hughes |                                     |                                     |                                     |                                     |
| 9     | Janethan              |                                     |                                     |                                     |                                     |
| 10    | Liam McHugh           |                                     |                                     |                                     |                                     |
| 11    | Andy                  |                                     |                                     |                                     |                                     |
| 12    | Melina Halpin         |                                     |                                     |                                     |                                     |

### Episodio 3: Grupo femenino - vocales
El tercer episodio se estrenó el 3 de octubre de 2020. Siete participantes pasaron a la sala de las bandas y por ende a los ensayos para el concierto en vivo, siendo en el único episodio en el que todos los participantes pasaron al concierto en vivo sin eliminaciones en esta fase. El grupo interpretó «One Last Time». El grupo final formado por Tamara, Tyler, Esther, Mya-Louise y Shanice fue anunciado, quedando fuera Roukaya y Olympia.
| Orden | Artista    | Elecciones de jueces y concursantes | Elecciones de jueces y concursantes | Elecciones de jueces y concursantes | Elecciones de jueces y concursantes |
| Orden | Artista    | Jade                                | Jesy                                | Leigh Anne                          | Perrie                              |
| ----- | ---------- | ----------------------------------- | ----------------------------------- | ----------------------------------- | ----------------------------------- |
| 1     | Tamara     |                                     |                                     |                                     |                                     |
| 2     | Liz        |                                     |                                     |                                     |                                     |
| 3     | Tyler      |                                     |                                     |                                     |                                     |
| 4     | Roukaya    |                                     |                                     |                                     |                                     |
| 5     | Shanice    |                                     |                                     |                                     |                                     |
| 6     | Jessica    |                                     |                                     |                                     |                                     |
| 7     | Mya-Louise |                                     |                                     |                                     |                                     |
| 8     | Olympia    |                                     |                                     |                                     |                                     |
| 9     | Esther     |                                     |                                     |                                     |                                     |

### Episodio 4: Vocales e instrumentos
El cuarto episodio se estrenó el 4 de octubre de 2020. Nueve participantes pasaron a la sala de las bandas y a los ensayos en vivo, Cara y Morgan fueron eliminados. En el concierto en vivo el grupo cantó un mashup de «Youngblood» y «I kissed a girl». Finalmente Joe, Billy y Dia fueron eliminados, quedando el grupo formado por Harry, Jacob, Patrick y Matthew.
| Orden | Artista | Elecciones de jueces y concursantes | Elecciones de jueces y concursantes | Elecciones de jueces y concursantes | Elecciones de jueces y concursantes |
| Orden | Artista | Jade                                | Jesy                                | Leigh Anne                          | Perrie                              |
| ----- | ------- | ----------------------------------- | ----------------------------------- | ----------------------------------- | ----------------------------------- |
| 1     | Harry   |                                     |                                     |                                     |                                     |
| 2     | Joe     |                                     |                                     |                                     |                                     |
| 3     | Cara    |                                     |                                     |                                     |                                     |
| 4     | Morgan  |                                     |                                     |                                     |                                     |
| 5     | Riley   |                                     |                                     |                                     |                                     |
| 6     | Patrick |                                     |                                     |                                     |                                     |
| 7     | Dia     |                                     |                                     |                                     |                                     |
| 8     | Jacob   |                                     |                                     |                                     |                                     |
| 9     | Jack    |                                     |                                     |                                     |                                     |
| 10    | Billy   |                                     |                                     |                                     |                                     |
| 11    | Matthew |                                     |                                     |                                     |                                     |

### Episodio 5:Grupo femenino - baile
El quinto episodio se estrenó el 10 de octubre de 2020. Nueve participantes pasaron a la sala de las bandas y los ensayos. En los ensayos Fiaa y Jasmine fueron eliminadas, no pasando a la actuación en vivo. Las participantes restantes interpretaron «Woman Up». Nataya y Rhea no pasaron a la siguiente fase, quedando el grupo formado por Megan, Liv, Ellie, Lauren y Aislí.
| Orden | Artista | Elecciones de jueces y concursantes | Elecciones de jueces y concursantes | Elecciones de jueces y concursantes | Elecciones de jueces y concursantes |
| Orden | Artista | Jade                                | Jesy                                | Leigh Anne                          | Perrie                              |
| ----- | ------- | ----------------------------------- | ----------------------------------- | ----------------------------------- | ----------------------------------- |
| 1     | Liv     |                                     |                                     |                                     |                                     |
| 2     | Ellie   |                                     |                                     |                                     |                                     |
| 3     | Rhea    |                                     |                                     |                                     |                                     |
| 4     | Jolie   |                                     |                                     |                                     |                                     |
| 5     | Megan   |                                     |                                     |                                     |                                     |
| 6     | Fiaa    |                                     |                                     |                                     |                                     |
| 7     | Jasmine |                                     |                                     |                                     |                                     |
| 8     | Kellah  |                                     |                                     |                                     |                                     |
| 9     | Lauren  |                                     |                                     |                                     |                                     |
| 10    | Nataya  |                                     |                                     |                                     |                                     |
| 11    | Aislí   |                                     |                                     |                                     |                                     |

### Episodio 6: Grupo rap y R&B
El sexto episodio se estrenó el 11 de octubre de 2020. Nueve participantes pasaron a la sala de las bandas y a los ensayos en vivo, los hermanos Kyrome y Fabian y el rapero Calum no pasaron al concierto en vivo. Los siete participantes restantes interpretaron «Crown» en el concierto en vivo, donde Riya y Reuben fueron eliminados, quedando el grupo formado por Romina, Ashley, Eden y Versay.
| Orden | Artista            | Elecciones de jueces y concursantes | Elecciones de jueces y concursantes | Elecciones de jueces y concursantes | Elecciones de jueces y concursantes |
| Orden | Artista            | Jade                                | Jesy                                | Leigh Anne                          | Perrie                              |
| ----- | ------------------ | ----------------------------------- | ----------------------------------- | ----------------------------------- | ----------------------------------- |
| 1     | Kyrome y Fabian    |                                     |                                     |                                     |                                     |
| 2     | Eden               |                                     |                                     |                                     |                                     |
| 3     | Nimsay y El Dorado |                                     |                                     |                                     |                                     |
| 4     | Reuben             |                                     |                                     |                                     |                                     |
| 5     | Riya               |                                     |                                     |                                     |                                     |
| 6     | Romina             |                                     |                                     |                                     |                                     |
| 7     | Calum              |                                     |                                     |                                     |                                     |
| 8     | Versay             |                                     |                                     |                                     |                                     |
| 9     | Josh               |                                     |                                     |                                     |                                     |
| 10    | Appoluso           |                                     |                                     |                                     |                                     |
| 11    | Ashley Tragic      |                                     |                                     |                                     |                                     |

### Episodio 7: Batalla de las bandas
El séptimo episodio fue llevado a cabo el 24 de octubre de 2020. Originalmente el episodio debía ser transmitido el 17 de octubre pero días antes se notificó a través de las redes sociales del programa que sería pospuesto una semana debido a que miembros del programa habían dado positivo a COVID por lo que debían ser aislados. Días después se confirmó que Jade Thirlwall debía permanecer aislada, debido a que entró en contacto con un caso positivo, por lo que participaría del programa vía Zoom.
En dicho episodio se anunciaron los nombres de las bandas:
- Boyband: "New Priority"
- Grupo mixto: "Jasper Blue"
- Grupo vocal: "Nostalia"
- Grupo vocal e instrumental: "Since September"
- Grupo baile: "Melladaze"
- Grupo Rap y R&B: "YChange"

Presentaciones especiales:
- Little Mix: «Sweet Melody»
- Jax Jones y Au/Ra: «I Miss U»

Leyenda
     Indica que el grupo estuvo entre los últimos dos grupos y tuvo que presentarse nuevamente en la batalla final.
     Indica que el grupo fue eliminado.
| Banda                 | Orden | Canción (es)                 | Porcentaje     | Tabla de clasificación | Resultados  |
| --------------------- | ----- | ---------------------------- | -------------- | ---------------------- | ----------- |
| Since September       | 1     | "I Knew You Were Trouble"    | 84%            | 4.º                    | Salvados    |
| Nostalia              | 2     | "Case of the Ex"/"Try Again" | 90%            | 2.º                    | Salvadas    |
| New Priority          | 3     | "Can't Feel My Face"         | 87%            | 3.º                    | Salvados    |
| Jasper Blue           | 4     | "Just Got Paid"              | 79%            | 5.º                    | Últimos dos |
| YChange               | 5     | "West Ten"                   | 94%            | 1.º                    | Salvados    |
| Melladaze             | 6     | "Sucker"/"Get Right"         | 77%            | 6.º                    | Últimos dos |
| Detalles del sing-off |       |                              |                |                        |             |
| Jasper Blue           | 1     | "Walk Me Home"               | "Walk Me Home" | "Walk Me Home"         | Eliminados  |
| Melladaze             | 2     | "We Got Love"                | "We Got Love"  | "We Got Love"          | Salvadas    |

### Episodio 8: Semifinales
El octavo episodio fue llevado a cabo el 6 de noviembre. Originalmente previsto a estrenarse el 30 de octubre pero debió ser pospuesto a la semana siguiente debido al discurso del primer ministro Boris Johnson. La decisión final fue dividida, votando Pinnock y Nelson en favor de New Priority, y Edwards y Thirlwall por la banda Since September, finalmente luego de una deliberación Leigh Anne votó nuevamente eliminando New Priority y salvando a Since September.
Presentaciones especiales:
- Little Mix: «Holiday»/«Touch»
- McFly: «Tonight is the Night»

| Banda                | Orden | Canción (es)                           | Porcetajes      | Tablero de puntaciones | Resultados  |
| -------------------- | ----- | -------------------------------------- | --------------- | ---------------------- | ----------- |
| Melladaze            | 1     | "Kings & Queens"/"Where Have You Been" | 92%             | 2.º                    | Salvados    |
| YChange              | 2     | "Gotta Get Thru This"                  | 90%             | 3.º                    | Salvados    |
| New Priority         | 3     | "Into You"                             | 78%             | 5.º                    | Últimos dos |
| Since September      | 4     | "Watermelon Sugar"                     | 89%             | 4.º                    | Últimos dos |
| Nostalia             | 5     | "As"                                   | 95%             | 1.º                    | Salvadas    |
| Detalles de sing-off |       |                                        |                 |                        |             |
| New Priority         | 1     | "Lose Somebody"                        | "Lose Somebody" | "Lose Somebody"        | Eliminados  |
| Since September      | 2     | "Before You Go"                        | "Before You Go" | "Before You Go"        | Salvados    |

### Episodio 9: Final
El noveno episodio se estrenó el 7 de noviembre. Cada grupo interpretó dos canciones en la final, la decisión del ganador fue realizada por el grupo, abriéndose las votaciones telefónicas y por el sitio web del programa luego de la primera presentación. Nelson no estuvo presente en la final debido a razones médicas.
Presentaciones especiales:
- Little Mix: «Secret Love Song»
- Zara Larsson: «Wow»

| Banda           | Orden | Primera canción                        | Porcentaje | Orden | Segunda canción                    | Porcentaje | Tabla de puntaciones | Lugar en Little Mix: The Search |
| --------------- | ----- | -------------------------------------- | ---------- | ----- | ---------------------------------- | ---------- | -------------------- | ------------------------------- |
| YChange         | 1     | "All of the Lights"/"Never Forget You" | 284/300    | 5     | "Runnin' (Lose It All)"            | 300/300    | 1.º                  | Subcampeones                    |
| Since September | 2     | "Don't Look Back in Anger"/"Survivor"  | 280/300    | 6     | "Drag Me Down"/"Old Town Road"     | 300/300    | 3.os                 | Ganadores                       |
| Melladaze       | 3     | "Confident"/"Kill This Love"           | 279/300    | 7     | "Get Lucky"                        | 284/300    | 4.as                 | Subcampeonas                    |
| Nostalia        | 4     | "No Scrubs"/"Shackles (Praise You)"    | 284/300    | 8     | "When the Party's Over"/"Diamonds" | 300/300    | 1.as                 | Subcampeonas                    |

## Resumen de resultados
Leyenda
     Indica que la banda tuvo la máxima puntuación y ganó el episodio
     Indica que la banda estuvo entre los últimos dos y tuvo que cantar nuevamente en los sing-off
     Indica que la banda fue eliminada de la competición
     Indica que la banda ganó Little Mix The Search
     Indica que la banda fue subcampeón
| Nombre de la banda | Posición   | Tipo de banda          | Batalla de las bandas | Batalla de las bandas | Semifinal                          | Semifinal                          | Final                              |
| Nombre de la banda | Posición   | Tipo de banda          | Porcentaje            | Ranking               | Porcentaje                         | Ranking                            | Final                              |
| ------------------ | ---------- | ---------------------- | --------------------- | --------------------- | ---------------------------------- | ---------------------------------- | ---------------------------------- |
| Since September    | 1.er lugar | Vocal e instrumentos   | 84%                   | 4to                   | 89%                                | 4tos                               | Ganadores                          |
| Nostalia           | 2.º lugar  | Grupo femenino - Vocal | 90%                   | 2do                   | 95%                                | 1ras                               | Sub-campeonas                      |
| Melladaze          | 2.º lugar  | Grupo femenino - baile | 77%                   | 6tas                  | 92%                                | 2das                               | Sub-campeonas                      |
| YChange            | 2.º lugar  | Rap R&B                | 94%                   | 1ros                  | 90%                                | 3ros                               | Sub-campeones                      |
| New Priority       | 3.er lugar | Boyband                | 87%                   | 3ros                  | 78%                                | 5tos                               | Eliminados (Semifinal)             |
| Jasper Blue        | 4.º lugar  | Grupo mixto            | 79%                   | 5tos                  | Eliminados (Batalla de las bandas) | Eliminados (Batalla de las bandas) | Eliminados (Batalla de las bandas) |

## Premios y nominaciones
| Año  | Premiación          | Categoría             | Resultados | Ref.   |
| ---- | ------------------- | --------------------- | ---------- | ------ |
| 2020 | Premio I Talk Telly | Mejor show de talento | Ganadoras  | [ 72 ] |